# Norespermidina
La norespermidina, nombre común de la bis(3-aminopropil)amina, dipropilentriamina o 3,3'-diaminodipropilamina, es una triamina de fórmula molecular C6H17N3.
Su estructura es similar a la de la espermidina.

## Propiedades físicas y químicas
La norespermidina es un líquido incoloro o amarillento con un punto de ebullición de 235 °C y un punto de fusión de -14 °C.
Posee una densidad algo menor que la del agua (0,938 g/cm³), mientras que en fase gaseosa su densidad es 4,5 veces mayor que la del aire. Es un compuesto soluble en agua; el valor del logaritmo de su coeficiente de reparto, logP = -1,14, indica una mayor solubilidad en disolventes hidrófilos que en disolventes hidrófobos como el 1-octanol.
Su tensión superficial, 38 dina/cm, es muy inferior a la del agua pero sensiblemente más alta que la de otras aminas primarias y secundarias como 1-hexanamina y 1,6-hexanodiamina.
En cuanto a su reactividad, la norespermidina neutraliza ácidos en reacciones exotérmicas para formar sales y agua. Puede ser incompatible con isocianatos, compuestos orgánicos halogenados, peróxidos, fenoles ácidos, epóxidos, anhídridos y haluros de acilo.

## Abundancia
Aunque se ha encontrado norespermidina en algunas especies de plantas —como por ejemplo en la alfalfa—, bacterias y algas, a diferencia de la espermidina no se conoce como producto natural en el organismo humano.
La biosíntesis de poliaminas en plantas difiere de la de otros eucariotas, debido a la contribución de los genes del ancestro cianobacteriano de los cloroplastos.
La síntesis de poliaminas biogénicas inusuales, como la norespermidina o la termospermina, probablemente depende de nuevas aminopropiltransferasas similares a la termospermina sintasa, específicas para cada sustrato.
Por otra parte, se está investigando la norespermidina para su uso como medicamento antitumoral en el tratamiento del cáncer, en concreto contra ciertos tipos de leucemia, carcinoma y linfoma.

## Síntesis y usos
La norespermidina se puede obtener tratando trimetilendiamina con acetidina en presencia de un catalizador de paladio, una vía de síntesis donde tienen lugar reacciones de intercambio de grupos alquilo. A su vez, la norespermidina es precursor de aminas más complejas como N'-[3-(2-aminoetilamino)propil]propano-1,3-diamina, 3-(2-metil-1,3-diazinan-1-il)propan-1-amina o la cicloamina 1,5,9,13,17,21-hexaazaciclotetracosano.
A nivel industrial, la norespermidina se utiliza en la fabricación de jabones, tintes y productos farmacéuticos.

## Precauciones
Si bien la norespermidina es combustible, no prende fácilmente. Alcanza su punto de inflamabilidad —temperatura mínima a la que los vapores de un fluido se inflaman en presencia de una fuente de ignición— a 117 °C. Cuando el vapor de norespermidina se calienta, puede formar mezclas explosivas con el aire. Asimismo, el contacto de este material con metales puede desprender hidrógeno gaseoso inflamable.

## Toxicidad
Esta poliamina resulta tóxica por inhalación, ingestión o contacto cutáneo. En este último caso, puede provocar quemaduras severas en piel y ojos. Al arder, puede generar gases irritantes y corrosivos.